# Philippe Lehman
Philippe Lehman wurde in den 1980er Jahren unter dem Pseudonym Bando als Graffiti-Künstler in Paris bekannt. In den 1990er Jahren wurde er Musikproduzent und gründete mehrere Musiklabel, die vor allem Deep Funk produzierten.

## Familie
Philippe Lehman stammt aus der Familie, die die Investmentbank Lehman Brothers gründete. Sein Vater war Kunstsammler, seine Schwester ist Malerin.

## Graffiti
In den 1980er Jahren brachte Lehman die Graffitikunst von New York nach Paris. Nach der Jahrtausendwende wurden seine Werke in Ausstellungen gezeigt.

## Musik
1991 gründete Lehman in Paris zusammen mit Aldo Rosati das Plattenlabel „Pure Records“, auf dem sie Raw Funk und Soul-Stücke veröffentlichten. Mitte der 1990er Jahre ging Lehman nach New York, wo er 1996 zusammen mit Gabriel Roth das Label Desco Records aus der Taufe hob, das bis 2000 bestand. Bis 2003 betrieb Lehman anschließend das Label „Soul Fire“ und danach „Truth & Soul“.